# ادوارد راکوئلو
ادوارد راکوئلو (انگلیسی: Edward Raquello؛ ۱۴ مه ۱۹۰۰ – ۲۴ اوت ۱۹۷۶) بازیگر اهل لهستان بود.
از فیلم‌هایی که وی در آن‌ها نقش داشته‌است، می‌توان به قمارباز و دخترک اشاره نمود.